# Il grande sentiero (film 1930)
Il grande sentiero (The Big Trail) è un film del 1930 diretto da Raoul Walsh e, non accreditato, Louis R. Loeffler. Nel 2006 è stato scelto per essere conservato nel National Film Registry della Biblioteca del Congresso degli Stati Uniti.

## Trama
Lo scout Breck Coleman si trova a condurre una carovana di pionieri attraverso i selvaggi territori dell'Oregon alla ricerca di nuove terre da colonizzare. Il viaggio è lungo e pericoloso e molti ostacoli sorgono lungo il percorso, tra cui tormente di neve, attacchi degli indiani e l'attraversamento di vari fiumi. Brek, innamorato di Ruth Cameron, sta quasi per perderla in favore di Bill Thorpe. Questi, spinto da Red Flack, cerca di uccidere Breck ma non ci riesce, venendo invece colpito lui. Breck, che è ormai convinto che l'assassino del suo socio sia proprio Red, riuscirà alla fine a vendicarlo.

## Produzione
Contemporaneamente alla versione statunitense vennero girate, con attori differenti, la versione italiana dal titolo Il grande sentiero (distribuito in Italia nel 1931, con Franco Corsaro e Luisa Caselotti protagonisti), quella francese dal titolo La Piste des géants, quella tedesca dal titolo Die Große Fahrt e quella spagnola intitolata La Gran jornada.
Il film fu l'ultimo ad essere girato nel formato panoramico 70 mm Grandeur film, utilizzato dalla Fox Film Corporation in un piccolo numero di produzioni fra il 1929 e il 1930, prima di essere abbandonato a causa dei costi.

## Distribuzione
Fu distribuito nelle sale statunitensi il 1º novembre 1930 dopo essere stato presentato in prima a New York il 24 ottobre. In Italia la versione statunitense non uscì nei cinema; è stata distribuita direttamente in DVD dalla A&R Productions il 23 marzo 2017 nella collana Western Classic Collection, in lingua originale sottotitolata.